# Rampa para coches

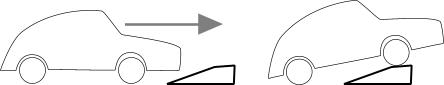
Rampa para coches

Una rampa para automóviles proporciona un método sencillo para levantar un vehículo del suelo para poder acceder debajo  del mismo, es uno de los tres sistemas más fáciles para elevar un coche, junto con los otros dos más comunes:utilizar un gato o utilizar caballetes.
El punto más importante de la  rampa para automóviles es la seguridad , ya que los coches pueden ser mantenidos muy establemente encima de las rampas (si son suficientemente resistentes), algunas pueden ser construidas manualmente en casa, hechas con herramientas sencillas.